# Ліндон-Стейшен (Вісконсин)
Ліндон-Стейшен (англ. Lyndon Station) — селище (англ. village) в США, в окрузі Джуно штату Вісконсин. Населення — 498 осіб (2020).

## Географія
Ліндон-Стейшен розташований за координатами 43°42′33″ пн. ш. 89°53′41″ зх. д. / 43.70917° пн. ш. 89.89472° зх. д. (43.709260, -89.894674).  За даними Бюро перепису населення США в 2010 році селище мало площу 5,16 км², уся площа — суходіл. В 2017 році площа становила 5,47 км², уся площа — суходіл.

## Демографія
Згідно з переписом 2010 року, у селищі мешкало 500 осіб у 220 домогосподарствах у складі 137 родин. Густота населення становила 97 осіб/км².  Було 247 помешкань (48/км²).
Расовий склад населення:
| - 96,6 % — білих - 0,4 % — корінних американців - 0,2 % — чорних або афроамериканців - 0,2 % — азіатів - 1,6 % — осіб інших рас |

До двох чи більше рас належало 1,0 %. Частка іспаномовних становила 3,2 % від усіх жителів.
За віковим діапазоном населення розподілялося таким чином: 18,2 % — особи молодші 18 років, 63,0 % — особи у віці 18—64 років, 18,8 % — особи у віці 65 років та старші. Медіана віку мешканця становила 43,8 року. На 100 осіб жіночої статі у селищі припадало 111,0 чоловіків;  на 100 жінок у віці від 18 років та старших — 107,6 чоловіків також старших 18 років.
Середній дохід на одне домашнє господарство  становив 51 516 доларів США (медіана — 41 500), а середній дохід на одну сім'ю — 62 181 долар (медіана — 56 719). Медіана доходів становила 34 966 доларів для чоловіків та 33 295 доларів для жінок. За межею бідності перебувало 18,1 % осіб, у тому числі 20,6 % дітей у віці до 18 років та 3,0 % осіб у віці 65 років та старших.
Цивільне працевлаштоване населення становило 232 особи. Основні галузі зайнятості: виробництво — 22,0 %, роздрібна торгівля — 20,3 %, мистецтво, розваги та відпочинок — 18,5 %, будівництво — 16,8 %.